# Малое Море
Ма́лое Мо́ре (бур. Нарин далай) — часть озера Байкал в средней его части, отделённая островом Ольхон. Акватория Малого Моря входит в Прибайкальский национальный парк в Иркутской области.
На топографических картах и атласах Роскартографии и Росреестра Малое Море классифицируется как пролив. На навигационных картах, атласах и лоциях ГУНиО МО РФ классифицируется как залив Малое Море. Топоним «Малое Море» часто также употребляется без родовых слов пролив/залив.
Длина Малого Моря — около 70 км. Ширина — от 5 до 16 км. Глубина — до 210 м в северной части. Вдоль северо-западного берега протягивается Приморский хребет (1746 м). Растительность берегов горно-таёжная, в устьях рек — степная. Имеются подвижные пески. На юго-западе Малое Море связано с Байкалом проливом Ольхонские Ворота, к северо-западу от которого находится залив Мухор.
В Малом Море находятся острова Ижилхей, Замогой, Огой, Ольтрек, Хибин и др. На побережье выделяются мысы Арал, Зундук, Ото-Хушун, Улан-Ханский, Уюга, Хадарта (материковое побережье), Хобой, Скала Шаманка, Кобылья Голова, Будун, Шибетский (остров Ольхон). В Малое Море впадают реки Сарма, Курма и др.
Развито рыболовство. Водятся осётр, голомянки, байкальский омуль, хариус, сиг, окунь, щука, елец.
На побережье расположены населённые пункты Ольхонского района Иркутской области: Хужир, Харанцы, Песчаная, Курма, Сарма, Зама, а также множество малых отелей и туристических баз.

## Галерея

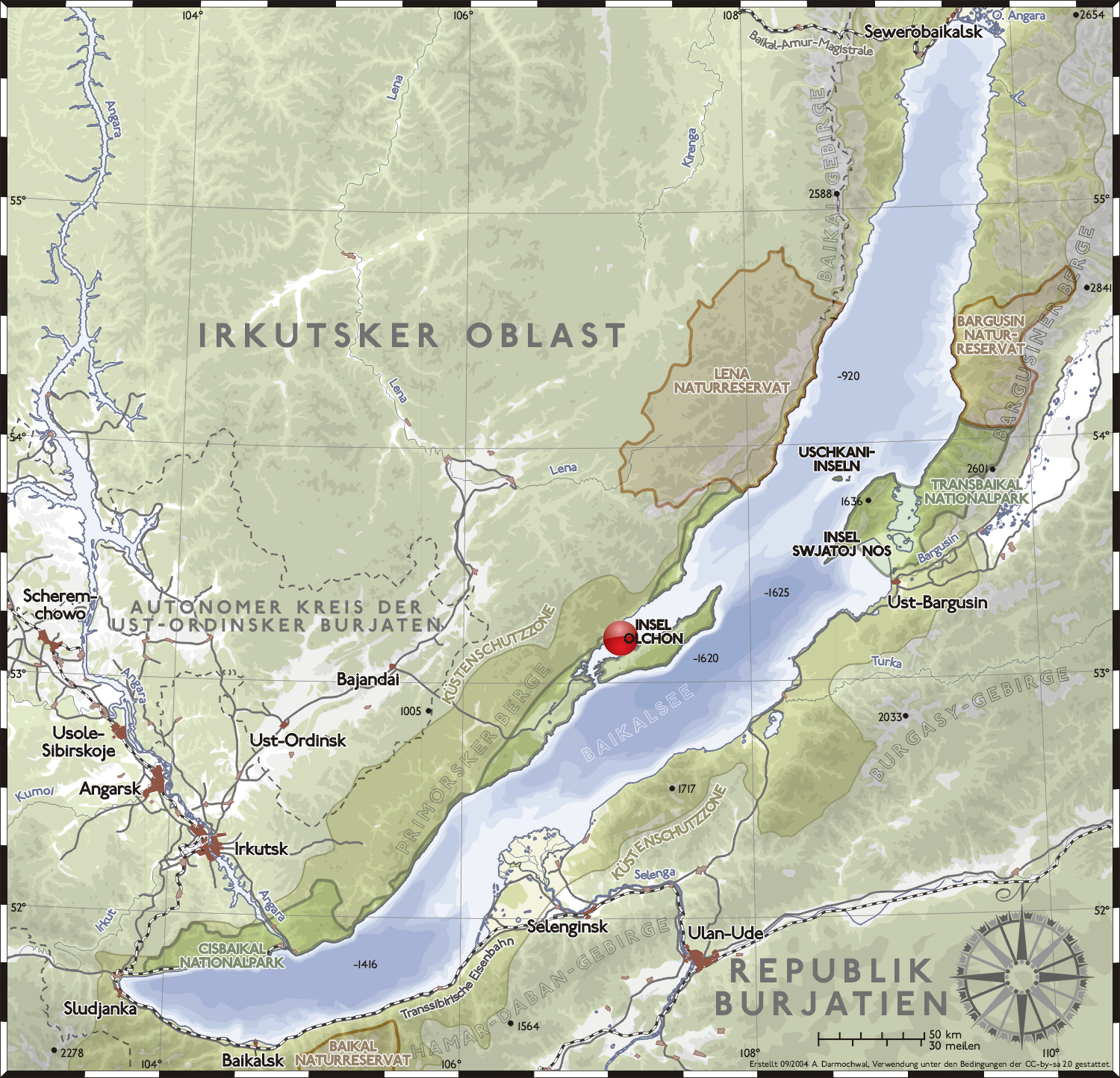
Карта Байкала (Малое Море севернее Ольхона)
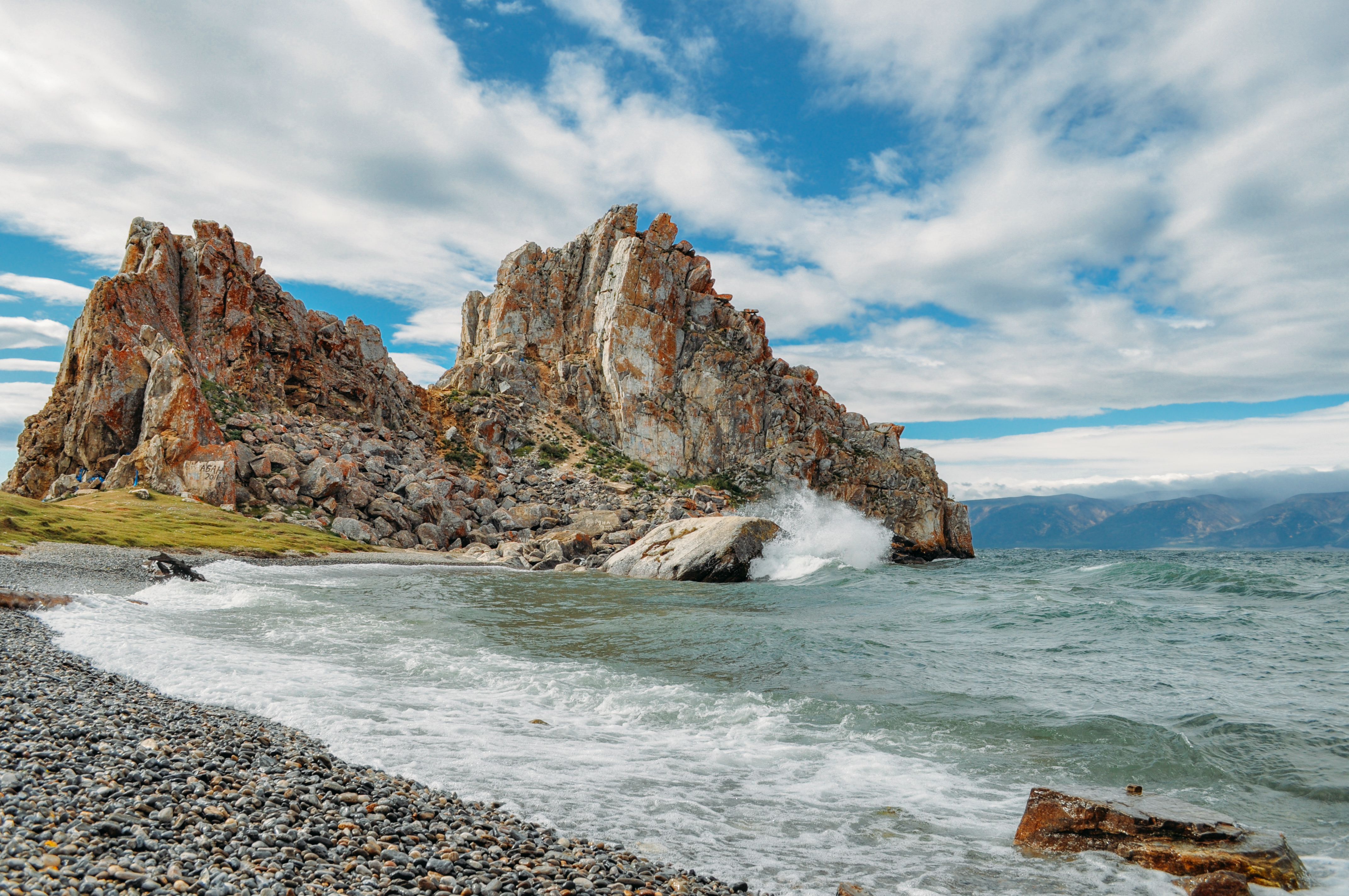
Скала Шаманка
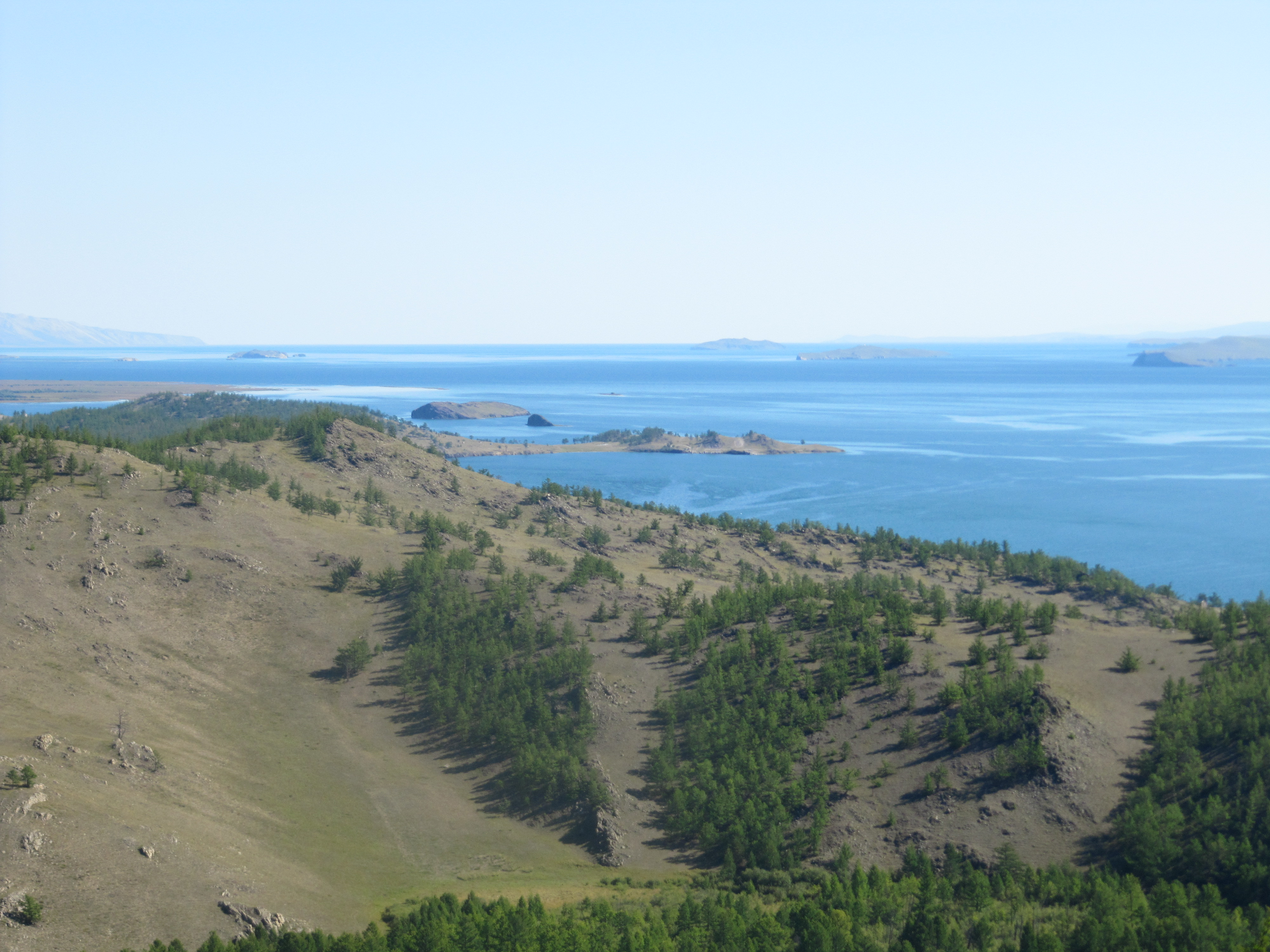
Вид на Малое Море в районе реки Сарма